# Pinus brutia
Pinus brutia és una espècie de conífera de la família Pinaceae nadiua de l'est de la conca del Mediterrani. La major part de la seva distribució és a Turquia però també es troba a l'est de les illes de l'Egeu de Grècia, Crimea, l'Iran, Geòrgia, l'Azerbaidjan, nord d'Iraq, oest de Síria, Líban, i Xipre. Normalment es troba a altituds baixes des de 600 m a 1.200 m.

## Descripció
Pinus brutia és un arbre de mida mitjana que arriba a fer 20-35 m d'alt. L'escorça és vermell taronja, gruixuda i profundament fisurada a la base del tronc. Les fulles aciculars estan en parells fan de 10-16 cm de llarg. Les pinyes són pesants i dures de 6-11 cm de llarg. Els pinyons fan 7-8 mm de llarg amb ales.

## Subspècies
Pinus brutia està estretament emparentat amb el pi blanc (Pinus haleppensis), el pi canari i el pi marítim. Alguns botànics el tracten com una subespècie del pi blanc, però normalment es consideren espècies diferents.
Té dues subespècies i diverses varietats:
- Pinus brutia subsp. brutia var. brutia (forma típica)
  - Pinus brutia subsp. brutia var. pityusa (Geòrgia)
  - Pinus brutia subsp. brutia var. stankewiczii (Crimea)
  - Pinus brutia subsp. brutia var. pendulifolia (costa sud de Turquia)
- Pinus brutia subsp. eldarica (pi eldar; Azerbaidjan; Geòrgia), tractat de vegades com espècie diferent (Pinus eldarica).

## Usos

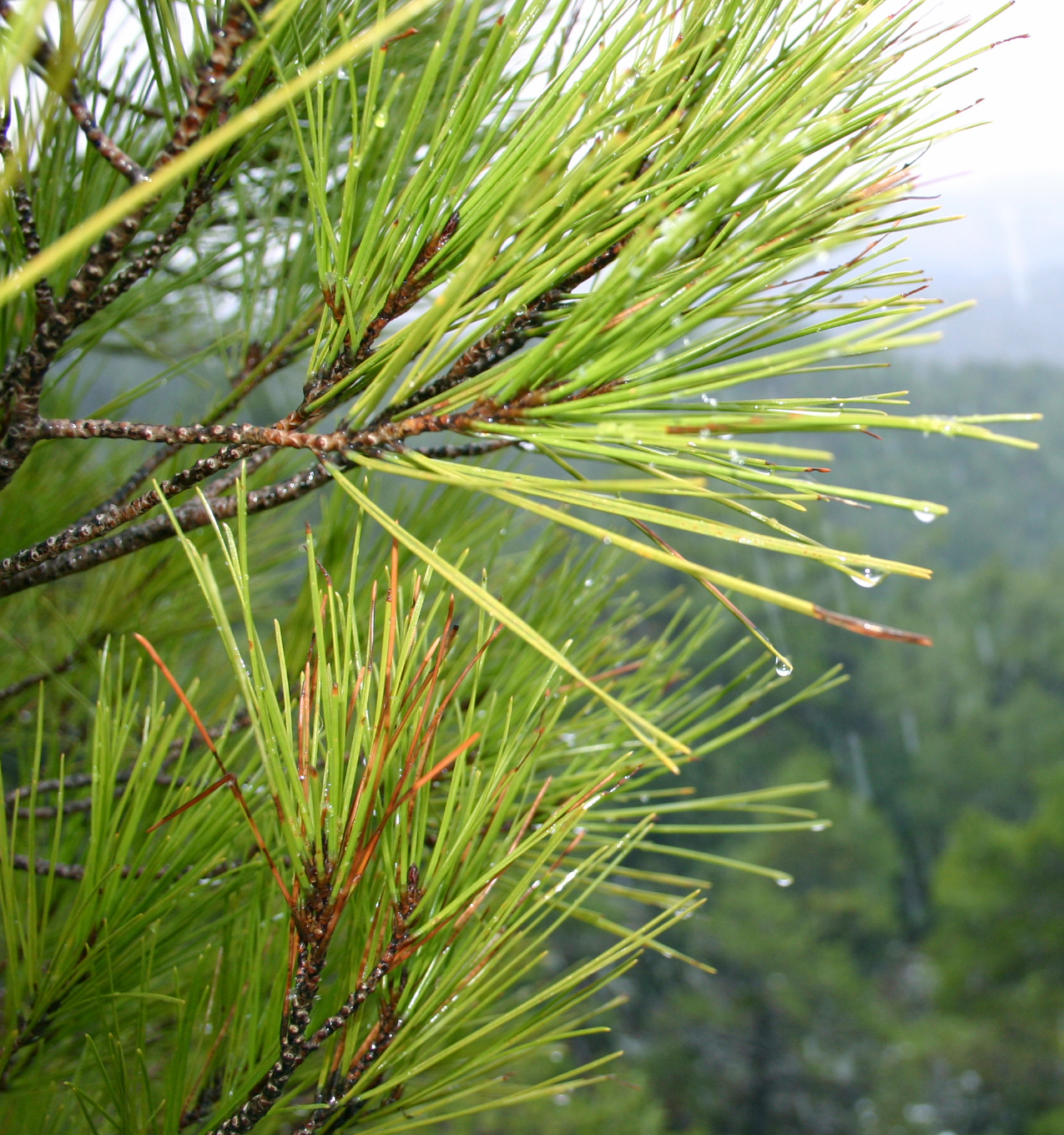
Fulles de Pinus brutia a les muntanyes Troodos, Xipre

Sobre Pinus brutia hi creixen poblacions de l'àfid Marchalina hellenica que en xuclar-ne la saba excreta un sucre recollit per les abelles que en fan mel de melada molt apreciada.
Se n'aprofita la fusta i se'n fan plantacions importants forestals i es fa servir en jardineria de zones seques també als Estats Units on és molt apreciat 
També rep altres noms comuns com el de pi de Calàbria on va ser descrit botànicament i pi del Mediterrani oriental.